# Privates Sicherheits- und Militärunternehmen

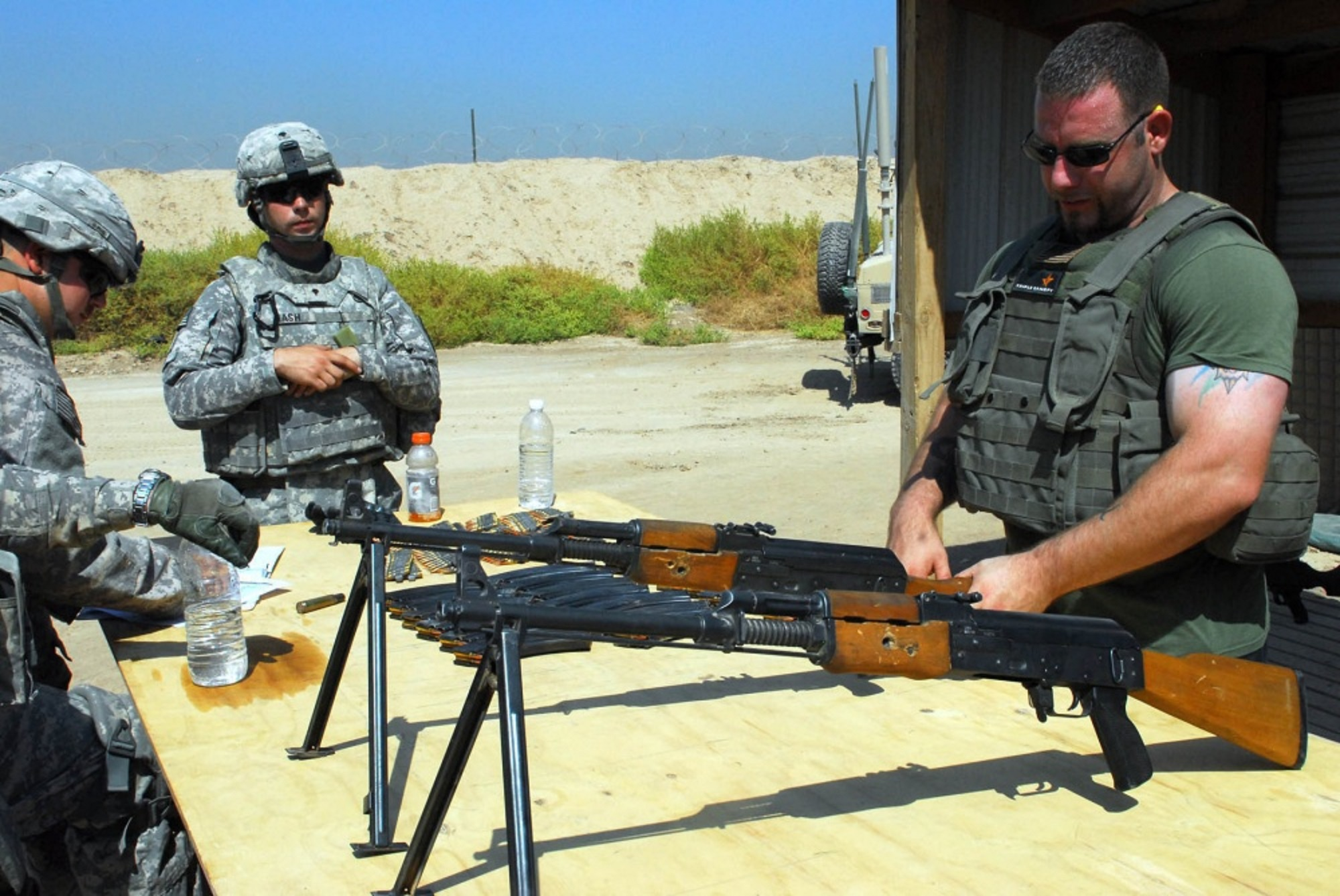
Ein Auftragnehmer von Triple Canopy während eines Schießtrainings am RPK-Maschinengewehr für Soldaten der United States Army

Ein privates Sicherheits- und Militärunternehmen (kurz PMC für englisch private military company oder private military contractors) ist eine nicht-staatliche Organisation, die beauftragt wird, in Kriegs- oder Krisengebieten militärische Aufgaben zu erfüllen. Dabei geht die Bandbreite von Kampfeinsätzen über Einsätze mit teilweise engem Bezug zu unmittelbaren Kampfhandlungen (z. B. Personen-, Konvoi- oder Objektschutz) über die Beratung und Ausbildung von Soldaten bis hin zur Übernahme von Aufgaben, die mit dem militärischen Kampf nur mittelbar verbunden sind (beispielsweise Transportdienstleistungen, Verpflegung, aber auch Luftraumüberwachung). In letzterem Aufgabengebiet, dessen Zuordnung in der Forschung umstritten ist, sind auch Dienstleistungsunternehmen eingebunden, die selbst keinerlei kämpfendes Personal bereitstellen. Die Zunahme der Bedeutung von PMCs wurde in den 2010er-Jahren von vielen Beobachtern aus politischen, aber auch ökonomischen Gründen kritisiert.

## Geschichte

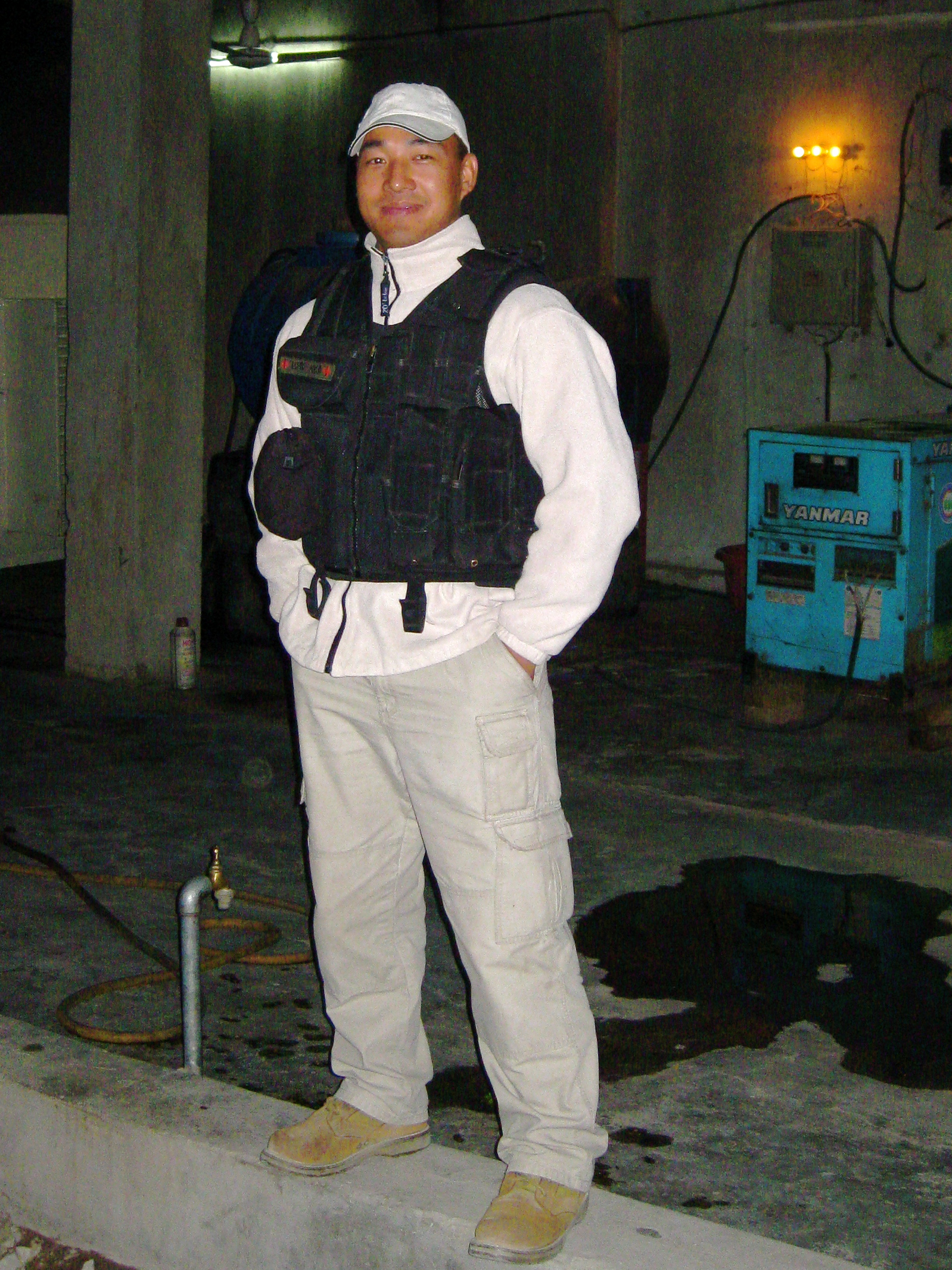
Gurkha im Personenschutz, afghanische Provinz Nangarhar, 2008

Das Söldnerwesen spielte seit Beginn des 19. Jahrhunderts weltweit kaum noch eine Rolle. Erst mit dem Ende des Kalten Krieges gab es eine ähnliche Entwicklung in Form privater Sicherheits- und Militärunternehmen. Einen Beitrag zu dieser Entwicklung mag auch der Trend zur Auslagerung von Dienstleistungen in die Privatwirtschaft beigetragen haben, der von staatlichen Stellen zunehmend vorgenommen und schließlich auch auf das Militär angewendet wurde. Darüber hinaus wurden seit dem Ende des Zweiten Weltkrieges in vielen westlichen Ländern die einst staatlichen Rüstungskonzerne privatisiert. Die Privatisierung des „Soldatenhandwerks“ kann als Weiterentwicklung dieser Tendenz interpretiert werden.
Mit der weltweiten Reduzierung der Armeen aufgrund des Endes des Kalten Krieges seit etwa 1990 entstand ein Überangebot an arbeitslosen ausgebildeten Soldaten. Die USA und Großbritannien verschlankten ihre Streitkräfte. Insbesondere die Abrüstung des bisherigen sowjetischen Militärs (vgl. auch: Zerfall der Sowjetunion) sowie anderer ehemaliger Ostblock-Armeen hinterließ eine große Anzahl arbeitsloser Soldaten. In Argentinien und Südafrika waren Teile der Heere nach politischen Wechseln in der Staatsführung diskreditiert. Private militärische Unternehmen entstanden vor allem in den USA, Großbritannien, Südafrika und Israel.
Dem steht eine steigende Nachfrage auf der Auftraggeberseite gegenüber. Mit dem Wegfall der Blockkonfrontation und ihrer typischen Stellvertreterkriege insbesondere in Afrika waren staatliche Akteure kaum noch an der Vermeidung oder an der Steuerung solcher Auseinandersetzungen interessiert. Daraus folgte eine Vielzahl innerstaatlicher Konflikte von geringer Intensität bei gleichzeitig geringem internationalen Eingreifen. Der in mehreren gescheiterten Staaten (z. B. Somalia) entstehende rechtsfreie Raum begünstigte diese Entwicklungen. Die fehlende Militärhilfe auswärtiger Kräfte versuchten zahlreiche Beteiligte durch das Beauftragen von Söldnerunternehmen auszugleichen. Solche Unternehmen erwiesen sich zudem als weniger bestechlich und kaum ethnischen, religiösen oder politischen Gruppen im Einsatzland verbunden, anders als dies bei ortsansässigen Unternehmen, Milizen und Söldnergruppen der Fall war.

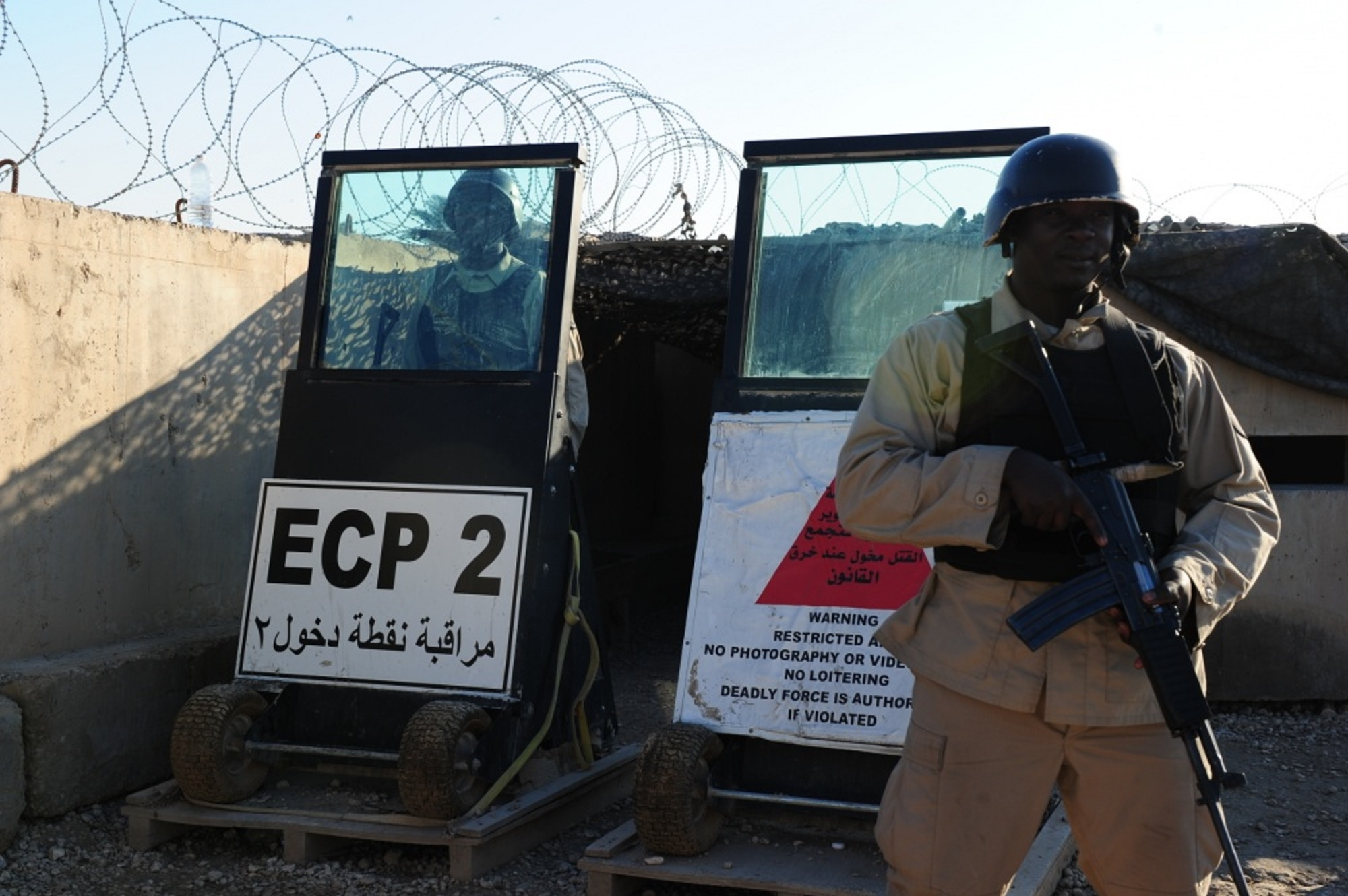
Söldner aus Uganda als Angestellte von Constellis bewachen im Auftrag des U.S. Militärs die Forward Operating Base Kalsu in Babel, Irak, 2011

Die Großmächte, insbesondere die USA, und andere westliche Staaten entdeckten die Möglichkeiten des Outsourcing auf diese Privatunternehmen im Umfeld des zweiten Golfkrieges Anfang der 1990er Jahre und sehr verstärkt seit dem 2001 von den USA ausgerufenen Krieg gegen den Terror, der die staatlichen militärischen Kräfte der Invasoren im Irak und in Afghanistan in hohen Maß band.
Die USA sind von 1994 bis 2007 3601 Vertragsbindungen mit einem Auftragsvolumen von 300 Milliarden US-Dollar mit zwölf US-amerikanischen privaten Militärunternehmen eingegangen. Der Hauptgrund dafür scheint wirtschaftlicher Natur zu sein, da die Verwendung von Privatunternehmen, insbesondere für Sicherungsaufgaben, weit billiger ist als die Verwendung von regulären Militäreinheiten, und auch in der Regel geringere Personalverluste ausweist.
Seit 2013 ist auch die russische Gruppe Wagner unter anderem während der Annexion der Krim durch Russland, sowie später in der Ostukraine und im Zuge des russischen Überfalls auf die Ukraine sowie in Syrien aktiv.
Sie führten Ausbildungseinsätze in der Zentralafrikanischen Republik durch und kämpften bspw. im libyschen Bürgerkrieg. Diese, sowie andere russische nicht-staatliche Militärorganisationen in Russland funktionieren in einem rechtlichen Vakuum, werden aber vom Staat toleriert (und auch für verdeckte Operationen eingesetzt), und unterstehen oftmals der Schirmherrschaft staatsnaher Oligarchen, wie zum Beispiel Prigoschin.
Private Militärunternehmen unterstützen unter anderem auch Missionen der Vereinten Nationen, insbesondere um Transportleistungen in Drittweltländern zu erbringen. Beispiel hierfür ist der Einsatz von ICI of Oregon 1996 in Haiti im Auftrag des US-Außenministeriums.

### Situation in Deutschland
In Deutschland gibt es mehrere Firmen, die Söldner-Dienstleistungen weltweit anbieten. Der Bundesverband Deutscher Wach- und Sicherheitsunternehmen schätzte 2009, dass im Nahen und Mittleren Osten etwa 3000 deutsche Söldner tätig seien; in Afrika sollen es rund 1000 sein. Vor allem Soldaten aus den ehemaligen Verwendungen als Fallschirmjäger, Militärpolizisten oder Mitglieder des Kommando Spezialkräfte würden angeheuert. Auch frühere Polizisten aus Spezial- oder mobilen Einsatzkommandos oder der GSG9 der Bundespolizei werden gerne engagiert.
Auch bei deutschen Söldnern ist die öffentliche Aufmerksamkeit beim Tod im Einsatz gering und sie tauchen auf keiner offiziellen Verlustliste auf.
Besondere mediale Aufmerksamkeit erhielt die Branche durch die seit 2010 andauernden Asgaard-Affären.

### Situation in Russland
Nach dem Niedergang der Sowjetunion traten in Konflikten weltweit ehemalige sowjetische Militärangehörige in Erscheinung, die Konfliktparteien mit spezialisierten Dienstleistungen wie Einsatz und Wartung von Kampfflugzeugen und -hubschraubern unterstützten. Ihr Einsatz war oft Teil von Waffengeschäften.
Nicht-staatliche Militärdienstleister sind in Russland grundsätzlich verboten.
Das Gewaltmonopol ist Teil des Staatsverständnisses, jedoch existiert auch eine militaristische Tradition, die einer zivilen Kontrolle des Militärs nicht aufgeschlossen ist. Die Haltung des russischen Staates zu nicht-staatlichen Militärdienstleistern ist uneindeutig. In den postsowjetischen Konflikten trat eine Vielzahl bewaffneter Formationen in Erscheinung. Das Verhältnis dieser Einheiten zum Staat ist oft undurchschaubar, die russische Regierung bezeichnet sie verbreitet als „Freiwilligenverbände“. Als sicher gilt, dass diese mit der Billigung staatlicher Stellen agieren. Das 1992 in Kraft getretene Gesetz Nr. 2487 Über die Tätigkeit privater Detektiv- und Schutzorganisationen in Russland
erlaubt die Gründung privater Sicherheitsunternehmen, die sich meist mit dem Schutz privater Güter und Rechte vor der ausufernden Kriminalität befassten. Daneben entstanden paramilitärische Einheiten, insbesondere solche unter der Kontrolle lokaler Machthaber wie die „Terek“-Einheit des tschetschenischen Machthabers Ramsan Achmatowitsch Kadyrow. Dieser hatte 2013 die vom russischen Inlandsgeheimdienst FSB kontrollierten Gruppen abgelehnt und die Aufstellung einer eigenen Truppe angekündigt.
Im April 2012 erklärte Wladimir Putin, dass private Militärdienstleister als „Instrument zur Verwirklichung nationaler Interessen ohne die direkte Beteiligung des Staates“ in Betracht zu ziehen seien.
Die mit dem Niedergang der Sowjetunion wieder auflebende Kosakenbewegung wurde von Putin gefördert. Das 2005 in Kraft getretene Gesetz Über den Staatsdienst des Russischen Kosakentums ermöglicht es Kosakenverbänden, für den russischen Staat hoheitlich tätig zu werden und Gewalt anzuwenden, ohne dass sie Teil des Aufbaus der Staatsverwaltung oder der Exekutive sind.
Russland machte im Ukraine-Konflikt ab 2014 Gebrauch von irregulären Kämpfern, die aus rechtsextremen Organisationen, Söldnergruppierungen und kriminellen Milieus wie Fußball-Hooligans und Rockerclubs wie den Nachtwölfen stammen.
Aus dieser Entwicklung ging eine große Szene nicht-staatlicher Militärdienstleister mit unklaren Verbindungen zum russischen Staat hervor. 2013 waren in Russland über 20.000 Sicherheitsunternehmen bekannt, von denen 10-20 als eigentliche private Militärdienstleister angesehen werden können. Dabei handelt es sich neben der wohl bekanntesten Gruppe Wagner um die sogenannte „Antiterror-Unternehmensfamilie“ Antiterror-Orel bzw. sein Nachfolgeunternehmen Moran Security Group, deren Tochter Redut-Antiterror sowie ferner die RSB Group, MAR und die ENOT Corp.
Das estnische Institut Rahvusvaheline Kaitseuuringute Keskus (International Centre for Defence and Security) ging schon 2018 davon aus, dass Paramilitärs russischer PSMCs, (Söldner, „Vertragssoldaten“ oder „Soldaten auf Urlaub“) faktisch reguläres, dem russischen Verteidigungsministerium unterstelltes Personal seien. Somit sei die Unterscheidung zwischen dem regulären russischen Militär und privaten Militärdienstleistern unzutreffend und ein von der russischen Propaganda verbreitetes Konzept. Dazu passe, dass diese PSMCs von Oligarchen aus dem engsten Umfeld des russischen Präsidenten Wladimir Putin wie Jewgeni Prigoschin und Konstantin Malofejew unterhalten würden. Der auf der Krim und im Donbass geführte Hybridkrieg zur Besetzung ukrainischen Territoriums sei genutzt worden, Personal auszubilden und für weitere Einsätze vorzubereiten.
Ab dem Beginn des Russischen Überfalls auf die Ukraine 2022 verwischte die staatliche Propaganda die Unterscheidbarkeit von Staat und Söldnerunternehmen, indem sie offen von der Truppe als dem „Orchester der Streitkräfte“ sprach. Ende Juli waren die Gruppe Wagner auf der Titelseite der Komsomolskaja Prawda zu sehen. Insbesondere durch die Anwerbung von Gefängnisinsassen und einem in diesem Zusammenhang versprochenen Hafterlass, der formell nur durch den Präsidenten erfolgen kann, ergibt sich eine Einheit mit dem Staat.
Nach dem Wagner-Aufstand im Juni 2023 wird dem aus dem Umfeld des Verteidigungsministeriums stammenden Militärunternehmen Patriot eine wachsende und antagonistische Rolle zur Gruppe Wagner zugeschrieben. Die OSINT-Recherchegruppe „Molfar“ zählte im April 37 eindeutig einzuordnende PMC Russlands. Neben dem amtierenden Verteidigungsminister Sergei Schoigu, Wagner-Chef Jewgeni Prigoschin, Ramsan Kadyrow, Sergei Aksjonow und Dmitri Rogosin gehörten demnach auch Gazprom und die Russisch-Orthodoxe Kirche zu Eigentümern eigener Militärunternehmen.

### Verbände
Im April 2001 wurde die International Peace Operations Association (umgewandelt in ISOA – International Stability Operations Association) gegründet. Sie ist ein Unternehmensverband, der die Interessen seiner Mitglieder, unter anderem DynCorp sowie MPRI vertritt. Die IPOA hat einen für alle Mitglieder geltenden Verhaltenskodex erstellt. Eine ähnliche Interessenvertretung gibt es speziell für den Irak. In der Private Security Company Association of Iraq sind laut eigener Aussage über 40 Private Sicherheitsunternehmen (in- wie ausländisch) vertreten.

## Auftrag und Geschäftsgrundlage
Als private Sicherheits- und Militärunternehmen traten lange meist Unternehmen aus den USA, Großbritannien oder Südafrika auf. Mittlerweile gibt es in fast allen westlichen Ländern entsprechende Firmen. Ihre Dienstleistungen umfassen taktisch-operative Beratung, militärisches Training, das Betreiben von Kriegsgefangenenlagern, das Aufklären und Erkunden sowie die technische, logistische und operative Unterstützung von Kampfhandlungen. Die hier beschriebenen Möglichkeiten zum Einsatz ziviler Personen für militärische Aufgaben werden im vollen Umfang vor allem durch die USA genutzt, in etwas geringerem Maß auch vom Vereinigten Königreich.
Die Unternehmen sind nicht direkt in die Befehlsorganisation ihres Auftraggebers eingebunden, sondern nur an ihren Vertrag gebunden. Allerdings halten sich seriöse Unternehmen an geltende ethische Grundsätze (z. B. IPOA Code of Conduct).

### Rechtlicher Rahmen
Private Sicherheits- und Militärunternehmen sind keine Militärverbände, ihre Mitarbeiter gelten als Zivilisten im Sinne der Genfer Konventionen und ihrer Zusatzprotokolle, solange sie nicht direkt an militärischen Kampfhandlungen teilnehmen. Tun sie es dennoch, können sie nach nationalem Strafrecht verurteilt werden. Wenn sie einen Kampfauftrag erhalten, gelten die beteiligten Personen nur dann als Kombattanten, wenn sie unter der organisierten Führung regulärer Streitkräfte stehen, in diese eingegliedert sind und die jeweilige Gegenseite über ihre Kampfbeteiligung offiziell informiert wurde. Ohne diese Eingliederung gelten sie gemäß Zusatzprotokoll I zur III. Genfer Konvention als Söldner, wenn sie an Kampfhandlungen teilnehmen. Allerdings sind die Grenzen zwischen Sicherheitsmission und Kampfgeschehen oft fließend.

### Vorteile für die Auftraggeber

#### Staatliche Auftraggeber
Der Einsatz von Militärunternehmen bietet für Staaten den Vorteil, geringere diplomatische Verwicklungen zu provozieren und die eigenen Verluste zu verschleiern. Auftraggeber behaupten, der Einsatz von Militärunternehmen sei kostengünstiger als der Einsatz eigener Streitkräfte. Dies ist allerdings unter Experten umstritten, da die kostspielige Ausbildung nach wie vor in das Ressort nationaler Armeen fällt, während die anschließend zu PMC abgewanderten Soldaten ein Vielfaches ihres vorherigen Soldes bekommen. Ihr Einsatz oder der anderer Dienstleister für nicht-kämpferische Aufgaben ermöglicht es, dadurch freigewordene Soldaten den Kampftruppen zuzuordnen und so eine größere Schlagkraft der regulären Armee aufzubauen. Einige hochtechnisierte Waffen-, Ortungs- und Kommunikationssysteme würden einen erheblichen Ausbildungsaufwand für militärisches Bedien- und Wartungspersonal nach sich ziehen. Aus diesem Grund stellen einige Rüstungsunternehmen im Staatsauftrag Techniker zum Einsatz im Verbund mit dem Militär ab.
Werden Mitarbeiter von Sicherheitsunternehmen getötet, verwundet oder langfristig geschädigt, entsteht für eine Regierung nicht im gleichen Maß innenpolitischer Druck, als wenn dieses Schicksal eigenen Soldaten oder gar Wehrpflichtigen zustieße.
Die unklare rechtliche Stellung der Sicherheitsunternehmen kann von Auftraggeberseite auch als Vorteil privater Sicherheitsunternehmen angesehen werden. So operieren ihre Mitarbeiter in einer Grauzone des Kriegsvölkerrechts, an das reguläre Soldaten gebunden sind. Deshalb ist es ein häufig geäußerter Vorwurf gegenüber Staaten, die private Militärunternehmen einsetzen, dass sie damit gezielt das Kriegsvölkerrecht umgehen. Beispielsweise waren einige private Kämpfer, die 2007 im Auftrag des US-Außenministeriums im Irak eingesetzt waren, durch ihre Arbeitsverträge sowie Abkommen zwischen den USA und dem Irak sowohl vor kriegsvölkerrechtlicher als auch vor strafrechtlicher Verfolgung in beiden Ländern geschützt. Dies betraf vor allem Mitarbeiter von Blackwater.
Des Weiteren können mithilfe von PMCs Beschränkungen der Truppenzahlen umgangen werden. Schreibt das Parlament des Auftraggeberlandes oder die Regierung des Ziellandes ein maximales Truppenkontingent vor, das sich im Land aufhalten darf, kann diese Zahl durch den Einsatz von privaten militärischen Unternehmen unbemerkt überschritten werden.
Für Regierungen, die einen Putsch des eigenen Militärs für möglich halten bieten PMCs eine Möglichkeit, um die Macht des nationalen Militärs zu beschränken und trotzdem noch militärisch handlungsfähig zu bleiben.
In Russland sind PMCs offiziell verboten. Im Jahr 2018 klagten jedoch hunderte aktive und ehemalige Angehörige von PMCs vor dem Internationalen Strafgerichtshof auf die Anerkennung ihrer Rechte und damit gegen die Regierung, welche offiziell die Existenz derartiger Unternehmen bestritt.

#### Privatwirtschaftliche Auftraggeber
Wirtschaftsunternehmen verfügen häufig selbst nicht über das nötige Personal und die Ausrüstung, um Sicherheitsaufgaben auszuführen, die über den Objektschutz eigener Anlagen in einem weitgehend friedlichen Umfeld hinausgehen. Diese Fähigkeiten bieten private Sicherheitsunternehmen an. Der Einsatz von Sicherheitsunternehmen ermöglicht zudem die Nutzung von militärischer Schlagkraft in einem Maß, das strafrechtlich relevant ist (Körperverletzungsdelikte, Tötungsdelikte, Gebrauch von Kriegswaffen), beim Einsatz anderer Unternehmen aber nicht unmittelbar auf den Auftraggeber und dessen Angestellte zurückfällt.

## Tätigkeitsfelder
PMCs lassen sich nach verschiedenen Tätigkeitsfeldern aufteilen. Einige dieser Tätigkeitsfelder werden hier, sortiert nach der Distanz zum Kampfgeschehen, aufgezählt und erklärt.
Fast alle solcher Unternehmen bieten sogenannte Psy Ops an. Dabei handelt es sich um „psychologische Operationen“, die die Beeinflussung einer Bevölkerungsgruppe durch gezielt manipulierte Informationen zum Ziel hat. Diese Gruppe soll so zu bestimmten Handlungen veranlasst werden. Dabei muss es sich nicht unbedingt um Staaten der Dritten Welt handeln: Eine kuwaitische Krankenschwester berichtete vor dem zweiten Golfkrieg von irakischen Söldnern, die in dem Krankenhaus von Kuwait Frühgeborene aus Brutkästen gerissen hatten und auf dem Boden sterben ließen. Diese Augenzeugin spielte eine Rolle bei der Entscheidung des US-Kongresses zugunsten des Krieges. Im Nachhinein stellte sich jedoch heraus, dass die Geschichte von einer Werbeagentur inszeniert war. Die „Krankenschwester“ war in Wirklichkeit die Tochter des kuwaitischen Botschafters in Washington.
Psy Ops lassen sich in die Kategorie der geheimdienstlichen Methoden zusammenfassen. Aber auch klassische geheimdienstliche Methoden werden von PMCs durchgeführt. So ist bekannt, dass das Unternehmen Academi (früher Blackwater) für die CIA operative Teams bereitgestellt hat. Auch Monsanto, Barclays und die Deutsche Bank gehören zu den Kunden, die 2008 und 2009 geheimdienstliche Dienstleistungen von Academi in Anspruch nahmen. Unter geheimdienstliche Methoden fällt auch die militärische Aufklärung. Ein Beispiel hierfür ist die Firma FSG, die sich unter anderem auf die taktische Aufklärung durch spezielle Kameras an kleinen Flugzeugen spezialisiert hat.
Weitere Tätigkeitsfelder von PMCs sind die militärische Beratung von Kunden sowie der Auftritt als Vermittler für die Beschaffung von Rüstungsgütern.
Ein großes Feld ist auch die Ausbildung von Soldaten, Polizisten oder privaten Personen. Das Unternehmen Academi (früher Blackwater) unterhält in North Carolina beispielsweise die – nach eigenen Angaben – größte private Schießanlage der USA, auf der zur Jahrtausendwende schon NAVY-Seals, Spezialeinsatzkräfte der Polizei und Privatpersonen in verschiedenen Kursen ausgebildet wurden. 2003 ließ sich eine Auswahl an möglichen Kursen auf der, inzwischen gelöschten, Website des ehemaligen britischen PMCs Sandline International nachlesen: Die Kurse waren eingeteilt in die Kategorien skills training (z. B.: „sniper“, „small boat work“, „intelligence courses“ usw.), operational training (z. B.: „counter-terrorism“, „pilot and aircrew“, „police“ usw.), humanitarian operations (z. B.: „refugee management“, „convoy protection“, „hostage negotiation“ usw.) und terrain Training („jungle warfare“, „desert warfare“ und „urban warfare“).
Das prominenteste Tätigkeitsfeld von PMCs ist jedoch die Bereitstellung von Söldnern bzw. Sicherheitskräften und Rüstungsgütern. Diese werden dann in den Zielgebieten beispielsweise für Personen-, Konvoi- oder Objektschutz, aber auch für direkte Kampfhandlungen mit militärischen Gegnern eingesetzt. So wurden Söldner des Unternehmens Executive Outcomes 1995 bis 1997 beauftragt mit der regulären Armee von Sierra Leone die Rebellenarmee RUF zu bekämpfen. Dabei kamen unter anderem firmeneigene Kampfhubschrauber zum Einsatz.
Die Trennung zwischen Söldner und Sicherheitskraft ist häufig unscharf. Beispielsweise waren im April 2004 acht Mitarbeiter von Blackwater zum Schutz des Hauptquartiers der Übergangsbehörde des Iraks in Nadschaf abgestellt. Während einer Demonstration vor dem Gebäude wurden sie in einen Feuerkampf mit einer örtlichen Miliz verwickelt, an dessen Ende es 20–30 Tote und 200 Verletzte gab.
PMCs lassen sich nach ihrer Distanz zum Kampfgeschehen aufteilen in Military & Security Support Firms (Logistik & Aufklärung), Military & Security Consultant Firms (Beratung & Ausbildung), Security Provider Firms (Objekt- und Personenschutz: defensiv, aber erhebliches Risiko in das Kampfgeschehen verwickelt zu werden) und Military Provider Firms (direkter Eingriff in die Kampfhandlungen). Dabei lässt sich feststellen, dass die Unternehmen über ein differenzierteres Angebotsspektrum verfügen und mehr Umsatz erzielen, je weiter sie vom Kampfgeschehen entfernt sind.

## Wirtschaftliche Bedeutung
Der Umfang dieses Wirtschaftszweigs lässt sich nur schwer beziffern. 2006 schloss das US-Verteidigungsministerium 48 Prozent seiner Verträge mit Privatunternehmen für den Erwerb von Ausrüstung und Nachschubgütern ab, 13,5 Prozent für militärische Forschung und 38,5 Prozent (oder für 113,4 Milliarden Dollar) für „andere Dienstleistungen“. Nach Angaben des Friedensforschungsinstituts Sipri handelt es sich bei der Mehrheit der Unternehmen, mit denen Verträge über „andere Dienstleistungen“ abgeschlossen wurden, um Anbieter militärischer Dienstleistungen. In Großbritannien wurde 2005 der gesamte Markt für militärische Dienstleistungen auf vier Milliarden Pfund geschätzt. Nächstgrößte Märkte sind die Bundesrepublik Deutschland (2,1 Milliarden Euro) und Australien (1,1 Milliarden Euro).
Im Haushaltsjahr 2006 waren folgende Unternehmen die drei größten Empfänger von Verträgen des US-Verteidigungsministeriums in der Kategorie „andere Dienstleistungen“: KBR (ehemals Halliburton) mit fast sechs Milliarden Dollar für Logistik sowie die Betreuung und Bewachung von Gebäuden, Northrop Grumman mit 4,2 Milliarden Dollar für EDV-Dienste, die Betreuung, Wartung und Reparatur von technischen Systemen, Gebäudebetreuung, Ausbildung und Logistik sowie L-3 Communications mit fast 3,6 Milliarden Dollar für EDV, die Betreuung, Wartung und Reparatur von technischen Systemen sowie Ausbildung. Der weltgrößte Rüstungskonzern Boeing folgt erst auf dem zwölften Rang mit einem Auftragsvolumen von knapp 1,1 Milliarden Dollar. Unter den 30 größten Empfängern von Aufträgen des Verteidigungsministeriums befindet sich mit DynCorp nur ein Unternehmen, das ausdrücklich auch „bewaffnete Dienstleistungen“ erbringt. Ihr Gesamt-Auftragsvolumen liegt knapp über 1,4 Milliarden Dollar. Die meisten der Unternehmen übernehmen vor allem Aufgaben in Zusammenhang mit technischen Geräten, die sich größtenteils in Bereichen abspielen, die räumlich und logistisch weit von der kämpfenden Truppe entfernt sind. Der größte Auftragnehmer KBR leistet jedoch in großem Umfang unmittelbare Dienste für die US-Truppen im Irak. In der Regel werden Kampfaufträge an Privatunternehmen in den USA allerdings vom Außen- und nicht vom Verteidigungsministerium vergeben. Auf dieser Grundlage operiert auch das umstrittene Militärunternehmen Blackwater Worldwide im Irak. 2006 erzielte Blackwater Einnahmen in Höhe von 593 Millionen Dollar aus Verträgen mit der US-Regierung.

## Personal

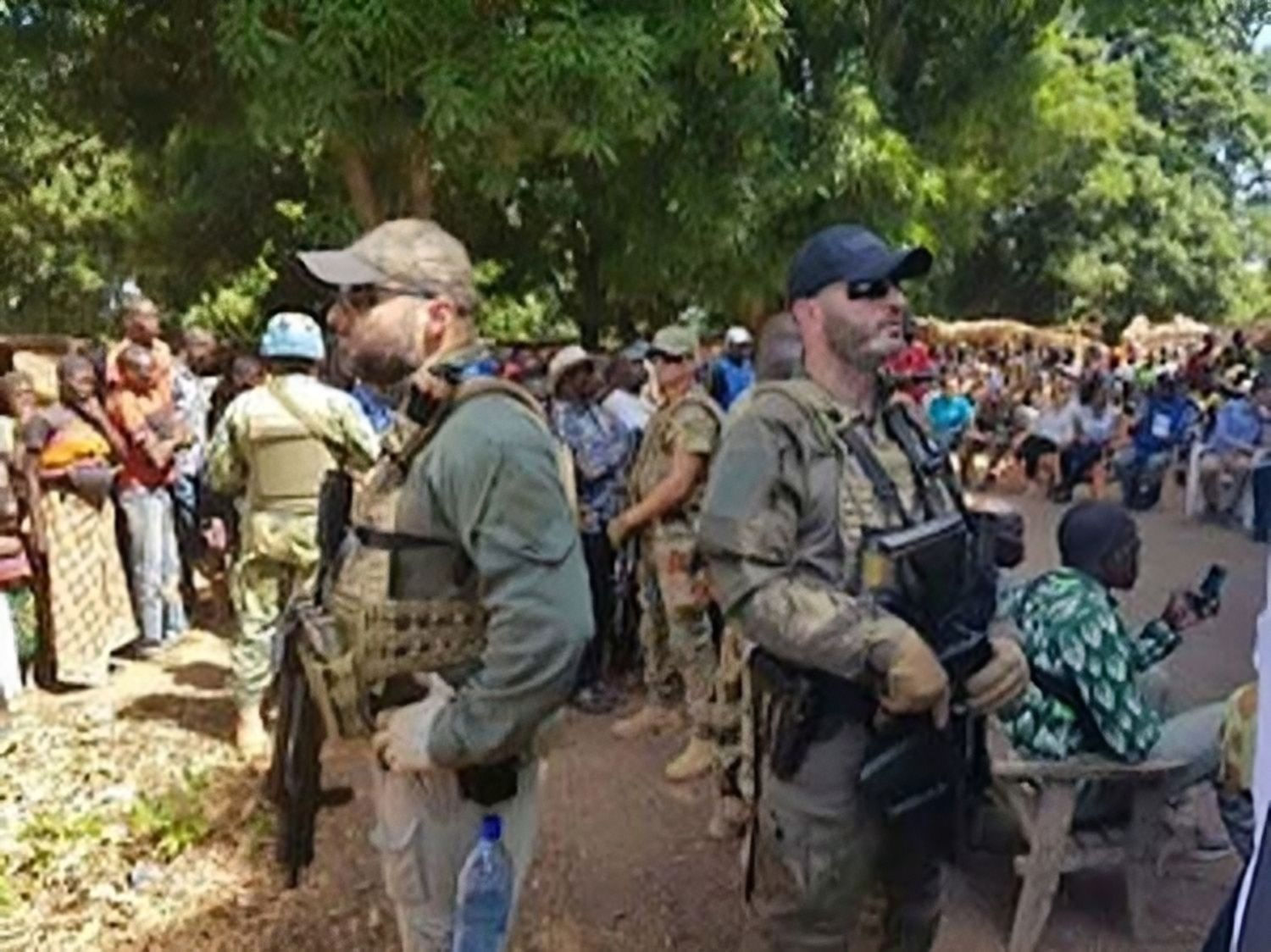
Russische Söldner von Wagner in Ouham-Pendé

Das Personal von privaten militärischen Unternehmen besteht zum größten Teil aus ehemaligen Soldaten, insbesondere aus Spezialeinheiten. Auch hohe Offiziere oder Mitarbeiter von Geheimdiensten wechseln zu PMCs. Zu einem kleinen Teil werden auch Zivilisten oder Reservisten verpflichtet. Die Rekrutierung erfolgt durch direkte oder indirekte Anwerbung. In erster Linie wird das Personal von regulären Armeen abgeworben oder nach dem Ende der Dienstzeit eingestellt.
Die Motivation hierfür ist vor allem in dem hohen Verdienst zu suchen. (2004 erhielt ein Söldner, der für Blackwater im Irak im Einsatz war 600–800 $ am Tag) Zusammen mit einer kurzen Vertragslaufzeit lässt sich als Söldner bei PMCs in kurzer Zeit viel Geld verdienen, während die Verpflichtung bei regulären Armeen über einen längeren Zeitraum bindend ist.
PMCs, die die Bereitstellung von Söldnern anbieten, verfügen häufig über eine große Datenbank mit Söldnern und einer vergleichsweise geringen Zahl an Festangestellten. Die Söldner werden dann nur für die Laufzeit ihres Einsatzes angestellt. Das Unternehmen MRPI beispielsweise hatte 2003 800 Angestellte und verfügte über eine Datenbank von 12.500 Söldnern. Dies wurde 2007 von Blackwater mit einer Datenbank von 21.000 Söldnern übertroffen.

## Bewertung
Private Sicherheits- und Militärunternehmen stehen immer wieder in der Kritik aufgrund von als mangelhaft und im Vergleich zum Militär geringer angesehener staatlicher Kontrolle. Im Gegensatz zu den durch politische Kontrolle, (Kriegsvölker-)Recht und Befehlshierarchie begrenzten Gewaltpotentialen des konventionellen Militärs ist die Bindung dieser Unternehmen an Rechenschaftspflichten und Verhaltensnormen ungeregelt. Auch widerspricht der Einsatz militärisch bewaffneter Privatpersonen in hohem Maß dem Gewaltmonopol des Staates, einer der wichtigsten Grundlagen des modernen Rechtsstaats. Zwar üben solche Unternehmen Gewalt mit staatlicher Erlaubnis aus, sofern sie in staatlichem Auftrag handeln, jedoch haben staatliche Stellen erheblich geringere Möglichkeiten zur Steuerung und Kontrolle dieser Gewaltausübung, als dies bei Polizei und Militär der Fall wäre.
Außerdem haben private Sicherheits- und Militärunternehmen ein wirtschaftliches Interesse an der Weiterführung des Krieges. Da sie häufig mit klassischen Rüstungsunternehmen verbunden sind, besteht die Gefahr, dass sie die unmittelbaren Möglichkeiten während ihres Einsatzes ebenso wie die Lobby- und Finanzkraft des Militärisch-industriellen Komplexes nutzen, um den jeweiligen Konflikt zu verlängern.
Die Mitarbeiter der neueren privaten Militärunternehmen entsprechen weder dem klassischen Bild des Söldners als angeheuertem Ausländer, den Gewinnstreben antreibt, noch dem des typischen unbewaffneten Zivilisten. Ihre völkerrechtliche Einordnung nach den Zusatzprotokollen zur Genfer Konvention, besonders ihr Kombattantenstatus, ist daher strittig. Auch die 1989 von der Generalversammlung der Vereinten Nationen verabschiedete Konvention gegen die Rekrutierung, Verwendung, Finanzierung und Ausbildung von Söldnern ist nur begrenzt auf diese Unternehmen anwendbar, so dass aus völkerrechtlicher Sicht Regulierungslücken bestehen. Ein erster Versuch auf zwischenstaatlicher Basis, die Rechtsstellung privater Sicherheits- und Militärunternehmen zu konkretisieren, ist das im September 2008 von 17 Ländern verabschiedete Montreux-Dokument, bei dem es sich allerdings nicht um einen verbindlichen völkerrechtlichen Vertrag handelt.
Die privatwirtschaftliche Natur von Sicherheits- und Militärunternehmen stellt auch eine Gefahr für, insbesondere staatliche, Auftraggeber dar, da ein Militärunternehmen anders als eine militärische Einheit bankrottgehen kann. Zudem lässt sich der wirtschaftliche Sinn der Privatisierung in Zweifel ziehen, da marktwirtschaftliche Gesetze nur zum Teil auf diese Branche anwendbar sind: Es handelt sich bei diesen Staatsaufträgen nicht um einen freien Markt, sondern um ein Monopson (Monopol auf der Nachfrageseite) und ein Oligopol mit wenigen spezialisierten Unternehmen auf der Anbieterseite. Zudem ist es für Auftraggeber in dem besonders sensiblen Militär- und Sicherheitssektor besonders schwierig, bei langfristigen Verträgen den privaten Partner zu wechseln, was es diesem wiederum erleichtert, nachträglich die Preise zu erhöhen. Beispielsweise hat der US-Rechnungshof 2005 kritisiert, dass Halliburton für einen Logistikvertrag im Irak nachträgliche Forderungen über 1,2 Milliarden Dollar erhoben hat, ohne diese ausreichend zu begründen. Im Mai 2007 sah sich der US-Rechnungshof wegen unzureichender Daten nicht imstande, in einer Studie zu beantworten, ob die Privatisierung von Wartungs- und Reparaturaufgaben seit 2001 eine Kostenersparnis oder höhere Ausgaben für das Verteidigungsministerium nach sich gezogen hatte.
Kritisch zu betrachten ist außerdem die Abhängigkeit, in die sich ein Staat bei übermäßigem Gebrauch von PMCs begibt. Die USA haben beispielsweise komplette militärische Funktionen ausgelagert.